# Giải Man Booker 2014
Giải Man Booker cho tác phẩm giả tưởng 2014 được trao ngày 14 tháng 10 năm 2014. Do có sự thay đổi về điều kiện trang giải, đây là năm đầu tiên mọi tiểu thuyết viết bằng tiếng Anh đều có thể được bình xét. Do đó đây cũng là lần đầu tiên trong lịch sử giải thưởng này các nhà văn Mỹ được tham gia.

## Ban giám khảo
Ban giám khảo do A. C. Grayling làm chủ tịch và gồm có các thành viên Jonathan Bate, Sarah Churchwell, Daniel Glaser, Alastair Niven và Erica Wagner.

## Danh sách đề cử

### Danh sách đầy đủ
Danh sách đầy đủ gồm 13 tựa sách được công bố ngày 23 tháng 7 năm 2014.
| Tác giả          | Tiêu đề                                | Thể loại            | Quốc gia       | Nhà xuất bản         |
| ---------------- | -------------------------------------- | ------------------- | -------------- | -------------------- |
| Joshua Ferris    | To Rise Again at a Decent Hour         | Tiểu thuyết         | Hoa Kỳ         | Viking Press         |
| Richard Flanagan | The Narrow Road to the Deep North      | Tiểu thuyết lịch sử | Australia      | Chatto & Windus      |
| Karen Joy Fowler | We Are All Completely Beside Ourselves | Tiểu thuyết         | Hoa Kỳ         | Serpent's Tale       |
| Siri Hustvedt    | The Blazing World                      | Tiểu thuyết         | Hoa Kỳ         | Sceptre Press        |
| Howard Jacobson  | J                                      | Tiểu thuyết         | Vương quốc Anh | Jonathan Cape        |
| Paul Kingsnorth  | The Wake                               | Tiểu thuyết lịch sử | Vương quốc Anh | Không có             |
| David Mitchell   | The Bone Clocks                        | Tiểu thuyết         | Vương quốc Anh | Sceptre Press        |
| Neel Mukherjee   | The Lives of Others                    | Tiểu thuyết         | Vương quốc Anh | Chatto and Windus    |
| David Nicholls   | Us                                     | Tiểu thuyết         | Vương quốc Anh | Hodder and Stoughton |
| Joseph O'Neill   | The Dog                                | Tiểu thuyết         | Ireland        | Fourth Estate        |
| Richard Powers   | Orfeo                                  | Tiểu thuyết         | Hoa Kỳ         | Atlantic Books       |
| Ali Smith        | How to be Both                         | Tiểu thuyết lịch sử | Vương quốc Anh | Hamish Hamilton      |
| Niall Williams   | History of the Rain                    | Tiểu thuyết         | Ireland        | Bloomsbury           |

### Danh sách rút gọn
Danh sách rút gọn gồm sáu tựa sách được công bố ngày 9 tháng 9 năm 2014. Danh sách này bao gồm:
| Author           | Tên                                    |
| ---------------- | -------------------------------------- |
| Joshua Ferris    | To Rise Again at a Decent Hour         |
| Richard Flanagan | The Narrow Road to the Deep North      |
| Karen Joy Fowler | We Are All Completely Beside Ourselves |
| Howard Jacobson  | J                                      |
| Neel Mukherjee   | The Lives of Others                    |
| Ali Smith        | How to be Both                         |

## Tác phẩm đoạt giải
Ngày 14 tháng 10, chủ tịch ban giám khảo A. C. Grayling công bó rằng nhà văn Úc Richard Flanagan đã giành giải Man Booker 2014 với tiểu thuyết The Narrow Road to the Deep North. Ban giám khảo dành ba giờ để cân nhắc trước khi đưa ra quyết định. Grayling miêu tả cuốn tiểu thuyết lịch sử này là "một câu chuyện tình đáng nhớ cũng như là một tác phẩm về sự đau khổ của con người và tình đồng chí, đồng đội".